# Саржинська вулиця
Саржинська вулиця — вулиця у Харкові, у Шевченківському районі, в історичній місцевості Шатилівка. Вулиця заснована на початку 1950-х років й названа на честь сусідньої річки Саржинки та Саржиного Яру, південним краєм якого вона проходить.

## Розташування
Вулиця починається Г-подібним перехрестям з Мінським провулком, прямує паралельно вулиці Дмитра Антоненка й закінчується Г-подібним перехрестям з Ірининською вулицею. В кінці вулиці розташовані паркувальний майданчик, Храм ікони Божої Матері «Отрада і Втіха» УПЦ МП і сходи в Саржин Яр до джерела мінеральної води.
На південній (парній) стороні вулиці розташовані житлові будинки, переважно приватні, окрім одного багатоповерхового будинку на початку вулиці. На північній (непарній) стороні знаходяться зелені насадження Саржиного Яру, а біля кінця вулиці — невелика індустріальна територія. До середини Саржинської вулиці з півдня підходить вулиця Юрія Шевельова, продовженням якої за Саржинську вулицю є пішохідна доріжка в Саржин Яр. Ділянка Саржинської вулиці від Мінського провулка до вулиці Юрія Шевельова вкритий щебенем, а решта вулиці до Ірининської вулиці — асфальтом.

## Історія
Вулиця заснована на початку 1950-х років, присутня в списку вулиць 1954 року.